# Larrys Mabiala
Larrys Mabiala (Montfermeil, 8 ottobre 1987) è un ex calciatore congolese (Repubblica Democratica del Congo), di ruolo difensore.

## Carriera

### Nazionale
Ha partecipato alla Coppa d'Africa del 2013.

## Palmarès

### Club

#### Competizioni nazionali
- MLS is Back Tournament: 1

Portland Timbers: 2020